# Mont Chausu
Le mont Chausu (茶臼山, Chausuyama) est une montagne s'élevant à 1 416 m d'altitude au Japon, à la frontière entre la préfecture d'Aichi, dont il est le point culminant, et la préfecture de Nagano. Il est situé dans le parc quasi national de Tenryū-Okumikawa depuis sa création en 1969.

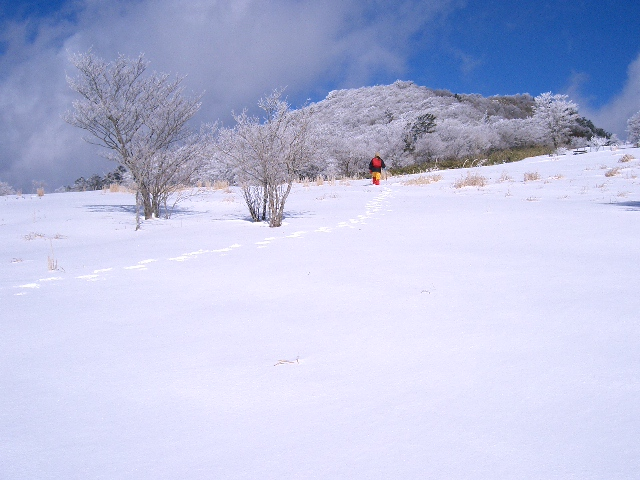
Le mont Chausu en hiver.